# Explosion du 21 juin 2023 à Yinchuan
L'explosion du 21 juin 2023 à Yinchuan est survenue le 21 juin 2023 lorsque 31 personnes ont été tuées et sept autres blessées au restaurant Fuyang Barbecue à Yinchuan, en Chine, après une explosion de gaz survenue à la veille du festival des bateaux-dragons. Selon la chaîne de télévision publique CCTV, l'explosion s'est produite vers 20 h 40 heure normale de Chine dans une rue passante à la suite d'une fuite d'un réservoir de gaz de pétrole liquéfié à l'intérieur de la cuisine du restaurant,,,.
Les autorités enquêtent sur la cause exacte de la fuite.

## Victimes
Selon les médias locaux, les victimes comprenaient à la fois des lycéens et des retraités. Au moins 31 personnes sont mortes dans l'explosion. Parmi les personnes tuées, beaucoup sont mortes par inhalation de fumées. Le nombre de morts devrait augmenter, car au moins sept personnes ont été blessées, dont une dans un état critique, comme l'a rapporté l'agence de presse officielle Xinhua.

## Conséquences
Des images diffusées par la chaîne de télévision publique CCTV ont montré plus d'une douzaine de pompiers luttant contre l'incendie, tandis que de la fumée s'échappait d'une grande ouverture à l'avant du restaurant. La rue était jonchée d'éclats de verre et d'autres débris. Le ministère de la Gestion des urgences (en) a déclaré que plus de 100 membres de son personnel et 20 véhicules des services d'incendie et de secours ont été déployés sur les lieux.

## Enquête
Les médias locaux ont rapporté que, sur la base d'une enquête initiale des pompiers, un employé du restaurant a détecté l'odeur d'une fuite de gaz environ une heure avant l'explosion. Par la suite, l'employé a identifié une valve endommagée sur un réservoir de gaz liquéfié et était en train de la remplacer lorsque l'explosion s'est produite. Neuf personnes, dont le propriétaire, les actionnaires et le personnel du restaurant, ont été détenues par la police à la suite de l'explosion.
Quatre personnes  - le propriétaire, le manager et deux actionnaires du restaurant - sont arrêtées le 24 juin 2023.

## Réactions
Le président Xi Jinping a appelé à redoubler d'efforts pour fournir des soins médicaux aux blessés et renforcer les mesures de sécurité.